# Communauté urbaine de Cherbourg
Pour les articles homonymes, voir CUC.

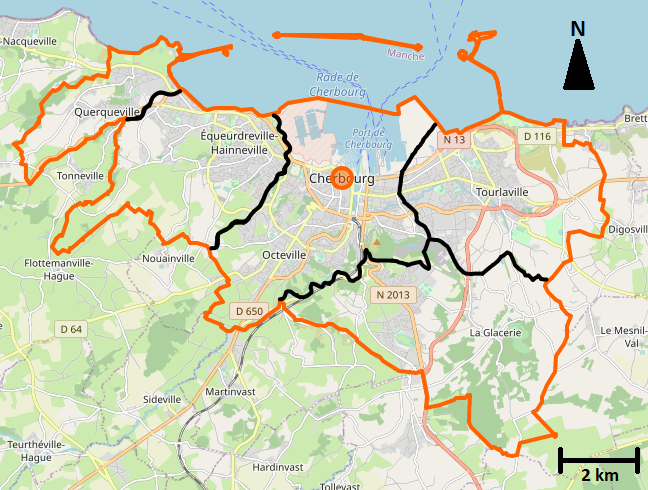
La CUC est ses communes

La communauté urbaine de Cherbourg (CUC) est une ancienne structure intercommunale française ayant existé sous la forme d'une communauté urbaine, située dans le département de la Manche.
La création de la commune de Cherbourg-en-Cotentin le 1er janvier 2016, sur le même territoire que la CUC, entraîne la dissolution de cette dernière.

## Historique
Dès les années 1920, le maire d'Équeurdreville, Hippolyte Mars, lance l'idée de la création d'un « Grand Cherbourg ».
En 1941, un syndicat intercommunal est créé pour la construction et la gestion de l'abattoir. Vingt ans plus tard, c'est la gestion de l'assainissement qui amène la création d'un syndicat mixte entre Cherbourg, Octeville et La Glacerie. En 1965, les communes d'Équeurdreville et d'Hainneville fusionnent.
La communauté urbaine de Cherbourg est créée par un décret du 2 octobre 1970, rassemblant six communes (Cherbourg, Octeville, Tourlaville, Équeurdreville-Hainneville, Querqueville et La Glacerie), et 80 000 habitants.
Le 7 novembre 1999, la volonté politique de fusion des six communes dans un « Grand Cherbourg » entraîne la tenue d'un référendum d'initiative locale. Mais à la question « Êtes-vous favorable à la fusion de votre commune avec d'autres pour réaliser le Grand Cherbourg ? », seules les majorités des électeurs de Cherbourg (83,72 % de oui) et d'Octeville (55,88 %) répondent positivement, entraînant le maintien de la communauté urbaine, et la fusion de Cherbourg-Octeville le 1er mars 2000.
Le projet phare de l'intercommunalité cherbourgeoise et de son président, Bernard Cauvin, est l'ouverture en 2003 de la Cité de la Mer, dans l'ancienne gare maritime transatlantique.
En 2005, la communauté reprend en régie la charge du traitement et de la distribution de l'eau sur l'ensemble du territoire, alors que Veolia avait jusqu'alors la délégation sur Cherbourg. Celle prise en charge aboutit à la construction en 2006 de l'usine de traitement de la Divette, vallée de Quincampoix (26 000 m3 par jour, soit 80 % des besoins de l'agglomération).
La communauté urbaine est adhérente au syndicat mixte du Cotentin depuis juin 2001. Elle participe également aux syndicats mixtes Manche Numérique et du schéma de cohérence territoriale de la région de Cherbourg, au service départemental d'incendie et de secours de la Manche, au syndicat de l'entente intercommunale de Tourlaville (ESIT) et au Pays du Cotentin.
Le 1er janvier 2016, la communauté urbaine est dissoute du fait de la création de la commune nouvelle de Cherbourg-en-Cotentin couvrant le même territoire. Cette commune nouvelle ainsi que celle de La Hague créée un an plus tard, se joignent aux communautés de communes de Douve et Divette, des Pieux, de la Côte des Isles, de la Vallée de l'Ouve, du Cœur du Cotentin, de la région de Montebourg, du Val de Saire, de Saint-Pierre-Église et de la Saire pour former la communauté d'agglomération du Cotentin le 1er janvier 2017.

## Compétences
La CUC avait charge de compétence pour le compte des cinq communes, sur le principe de la solidarité des territoires et la mutualisation des moyens :
- les transports urbains: service géré par la compagnie Zéphir Bus
- l'aménagement de l'espace et du cadre de vie (urbanisme, logement, voirie)
- l'environnement (ordures ménagères, assainissement, production et distribution de l'eau, pollution de l'air et nettoiement)
- les stratégies de développement (enseignement supérieur, recherche, grands projets structurants, La Cité de la Mer)

## Composition

### Communes adhérentes

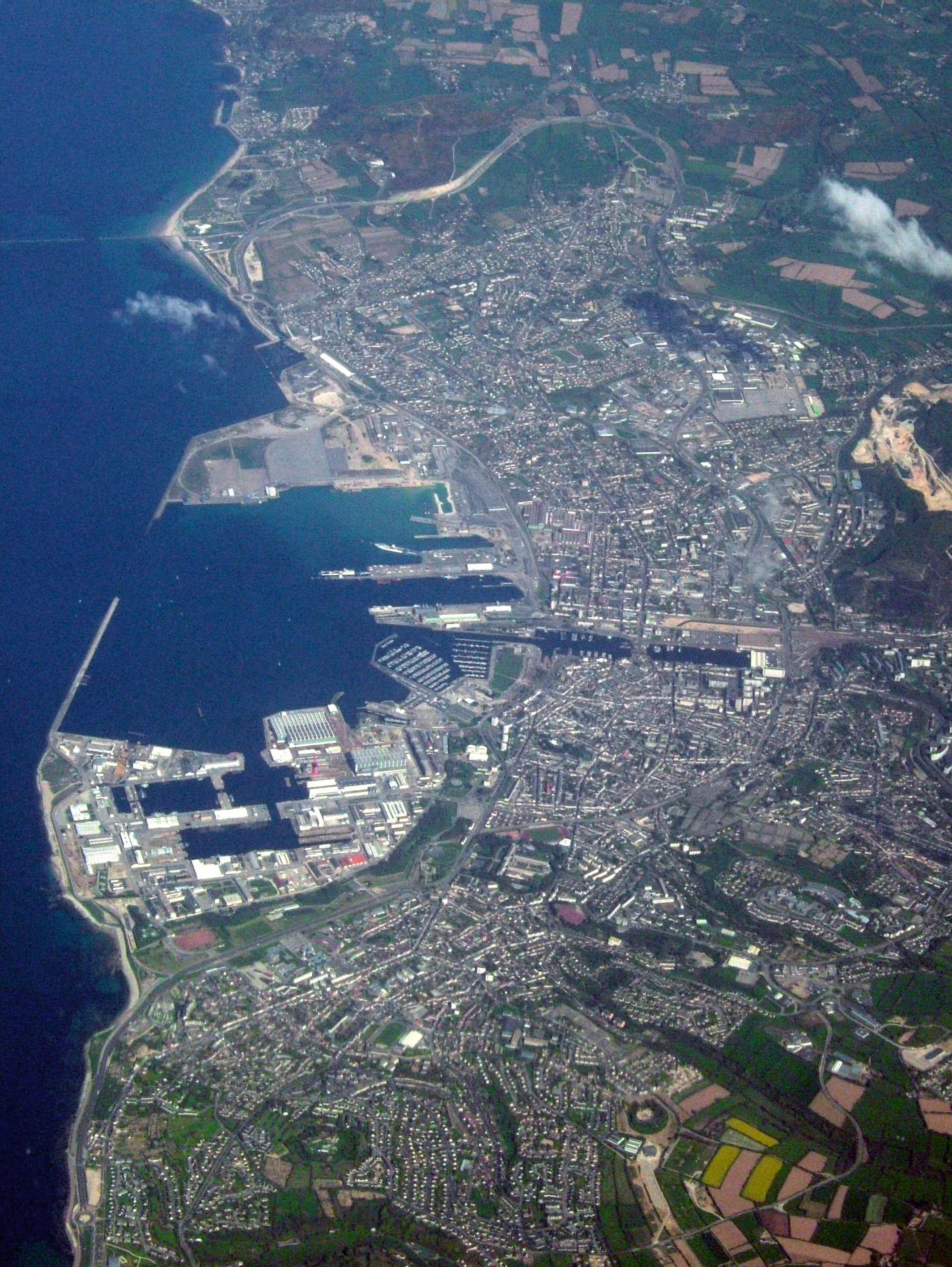
Vue aérienne de l'agglomération cherbourgeoise en 2006.

Depuis la fusion de Cherbourg et d'Octeville le 1er mars 2000 pour donner la commune de Cherbourg-Octeville, la CUC n'était plus composée que de cinq communes :
| Nom                         | Code Insee | Gentilé          | Superficie (km2) | Population (dernière pop. légale) | Densité (hab./km2) |
| --------------------------- | ---------- | ---------------- | ---------------- | --------------------------------- | ------------------ |
| Cherbourg-Octeville (siège) | 50129      | Cherbourgeois    | 14,26            | 34 948 (2021)                     | 2 451              |
| Équeurdreville-Hainneville  | 50173      | Équeurdrevillais | 12,83            | 15 898 (2021)                     | 1 239              |
| La Glacerie                 | 50203      | Glacériens       | 18,70            | 5 923 (2021)                      | 317                |
| Querqueville                | 50416      | Querquevillais   | 5,56             | 4 958 (2021)                      | 892                |
| Tourlaville                 | 50602      | Tourlavillais    | 17,19            | 16 081 (2021)                     | 935                |

Elle était l'une des plus petites communautés urbaines françaises, dernière en nombre d'adhérents et ne dépassant que celle d'Alençon en nombre d'habitants. Cherbourg-Octeville représentait 48,1 % de la population de l'intercommunalité. Ce fut la raison majeure de sa dissolution, de son remplacement par la ville de Cherbourg-en-Cotentin et la création de la communauté d'agglomération du Cotentin. Il s'agissait de regrouper les moyens humains et financiers afin d'augmenter le poids politique du Cotentin dans la région Normandie réunifiée créée à la même date.

## Conseil
La CUC était administrée par le conseil de communauté, composée de 50 conseillers, élus pour 6 ans par les conseils municipaux des communes.
Les sièges sont répartis selon l'importance de la population : 
- 25 sièges pour Cherbourg-Octeville
- 10 sièges pour Équeurdreville-Hainneville
- 10 sièges pour Tourlaville
- 3 sièges pour La Glacerie
- 2 sièges pour Querqueville

### Présidence
- 1970 - 1977 : Jacques Hébert
- 1977 - 1979 : Louis Darinot
- 1979 - 1983 : Georges Fatôme
- 1983 - 1989 : Jean Lerouvreur
- 1989 - septembre 1990 : Olivier Stirn, ministre délégué au Tourisme
- septembre 1990[4] - avril 2008 : Bernard Cauvin, député, conseiller municipal d'Équeurdreville-Hainneville
- avril 2008[5] - juin 2012 : Bernard Cazeneuve, maire de Cherbourg-Octeville
- juin 2012[6] - 2014 : André Rouxel, maire de Tourlaville
- avril 2014[7] - décembre 2015 (dissolution de la CUC) : Benoît Arrivé, conseiller municipal de Cherbourg-Octeville

## Démographie
| 1968   | 1975   | 1982   | 1990   | 1999   | 2006   | 2011   | 2012   |
| ------ | ------ | ------ | ------ | ------ | ------ | ------ | ------ |
| 79 121 | 82 539 | 85 485 | 92 045 | 88 540 | 85 588 | 81 690 | 81 103 |

## Finances

### Imposition
La communauté urbaine gérait la taxe d'habitation (8,13 % en 2007), la taxe foncière sur les propriétés bâties (10,95 %) et non bâties (27,16 %), et la taxe professionnelle (6,25 %) et la taxe professionnelle de zone sur les zones d'activité (17,52 %), ainsi que la taxe d'enlèvement des ordures ménagères (11,50 %).

## Source
- Rapport d'activité 2005, Communauté urbaine de Cherbourg